# St Trinian's
St Trinian's (St. Trinian's School For Bad Girls en Reino Unido, Niñas Bien en Hispanoamérica y Supercañeras: El internado puede ser una fiesta en España) es una comedia dirigida por Oliver Parker y Barnaby Thompson. Fue estrenada a finales de diciembre de 2007 en Reino Unido, de donde es originaria y en el año siguiente fue estrenada a nivel internacional.
Está basada en los dibujos de Ronald Searle y el guion fue redactado por Piers Ashworth y Nick Moorcroft.

## Sinopsis
St. Trinian’s es un internado famoso solo para chicas que se encuentra en medio de una crisis económica.
El centro puede ser clausurado en cualquier momento y la directora está al tanto de ello, ya que recibe varias amenazas del banco.
Además, la ley que impondrá Geoffrey Thwaites, un antiguo amor de Camila y el nuevo Ministro de Educación, podría afectar a su poco ortodoxa doctrina de carácter anárquico.
Las chicas también conocen este hecho y se unirán aun siendo de diferentes grupos sociales para trabajar duro y conseguir dinero y saldar la deuda del colegio al que aman. Kelly, la cabecilla, será la encargada de unir a varios profesores, la chica nueva, a Flash Harry y las demás compañeras para cometer el robo más grande en siglos.

## Reparto
- Rupert Everett como Camilla Fritton (la directora) y Carnaby Fritton (el hermano de la directora).
- Colin Firth como Geoffrey Thwaites (ministro de educación).
- Lena Headey como Srta. Dickinson (profesora de inglés).
- Mischa Barton como J.J. French (PR Guru).
- Gemma Arterton como Kelly Jones (la chica jefa).
- Jodie Whittaker como Beverly (la recepcionista).
- Talulah Riley como Annabelle Fritton (la chica nueva).
- Russell Brand como Flash Harry (el vividor).
- Anna Chancellor como Srta. Bagstock (directora de Cheltenham).
- Stephen Fry como Stephen Fry (presentador).
- Toby Jones (Administrador de St. Trinian)
- Caterina Murino como Miss Maupassant (profesora de lenguas extranjeras).
- Tamsin Egerton como Chelsea Parker (pija calentorra #1).
- Antonia Bernath como Chloe (pija calentorra #2).
- Amara Karan como Peaches (pija calentorra #3).
- Paloma Faith como Andrea (la chica Emo).
- Juno Temple como Celia (la porreta, hippie).
- Kathryn Drysdale como Taylor (la de barrio).
- Lily Cole como Polly (la empollona).
- Holly Mackie como Tara (gemela #1).
- Cloe Mackie como Tania (gemela #2).
- Fenella Woolgar como Miss Cleaver (profesora de gimnasia).
- Celia Imrie como la enfermera.
- Lucy Punch como Verity Thwaites (la hija del ministro).
- Steve Furst como el mánager del banco.

## Estrenos
- Reino Unido - 21 de diciembre de 2007
- Australia - 27 de marzo de 2008
- Nueva Zelanda - 17 de abril de 2008
- Estados Unidos - 9 de octubre de 2009
- México - 11 de junio de 2010

## Serie de películas sobre la "St Trinian's School"
- 1.ª The Belles of St Trinian's (1954)
- 2.ª Blue Murder at St Trinian's (1957)
- 3.ª The Pure Hell of St Trinian's (1960)
- 4.ª The Great St Trinian's Train Robbery (1966)
- 5.ª The Wildcats of St Trinian's (1980)
- 6.ª St Trinian's (2007)
- 7.ª St Trinian's 2: The Legend of Fritton's Gold (2009)

- Datos: Q93443